# Etsi Nos
Etsi Nos, en español "Aunque Nosotros", es la novena encíclica promulgada por el papa León XIII, el 15 de febrero de 1882. En ella denuncia la forma en que la Italia posterior a la unificación se opone a la actividad de la Iglesia y culpa de esta actitud principalmente a la masonería.

## Contexto histórico
La toma de Roma por las tropas del reino de Italia (1870) supuso para el papa la pérdida de la soberanía sobre un territorio en el que ejercer su ministerio, León XIII, continuando la postura adoptada por Pío IX, se consideró prisionero en el Vaticano, y consideró como necesario para su ministerio disponer de esa soberanía. La ley de garantías (1871), que establecía la inviolabilidad del Papa, el derecho a recibir embajadores, y un régimen de exterritorialidad, no fue considerado suficiente por el pontífice en cuanto podía ser anulado unilateralmente por el parlamento italiano.
Esta situación ya conflictiva, empeoró considerablemente con la llegada al poder de Agostino Depretis, como del primer gobierno italiano de la izquierda histórica (1876-1878), cargo que ocupó también entre 1878-1879 y, ya de un modo más prolongado de 1881 a 1887. Ya en su discurso de Stradella, del 10 de octubre de 1875, había defendido la necesidad de combatir el clericalismo y promover la educación primaria, laica, obligatoria y gratuita. Iniciado en la masonería en 1864, en 1887 había alcanzado el grado 33 del rito escocés antiguo, y en 1882 fue miembro del Consejo Supremo de ese rito.
Estas circunstancias marcaron la actitud del gobierno italiano hacia la Iglesia, a cuyas consecuencias quiere hacer frente en esta encíclica, que ya en su encabezamiento anuncia su finalidad: 

Por la que el Romano Pontífice exhorta a los obispos de Italia para que se esfuercen por evitar el daño a la fe católica, principalmente promoviendo sociedades católicas, instituyendo ministros idóneos en virtud y ciencia y, sobre todo, cuidando los seminarios

## Contenido
Esta fue la primera encíclica que León XIII dirigió al episcopado de un país determinado, en este caso Italia, y en el incipit justifica de algún modo ese hecho:

Etsi Nos, pro auctoritate atque amplitudine Apostolici muneris, et universam christianam rempublicam et singulas eius partes maxima, qua possumus, vigilantia et caritate complectimur : nunc tamen singulari quadam ratione curas cogitationesque Nostras ad se Italia convertit.
Aunque Nosotros, según la autoridad y la grandeza del ministerio apostólico, abrazamos todo el mundo cristiano y cada una de sus partes, con toda la vigilancia y la caridad de que somos capaces, actualmente, sin embargo, es Italia la que atrae sobre sí misma Nuestros pensamientos y especiales cuidados.

### El papel que desempeña la masonería
Señala el papa los peligros a los que, para la salvación de las almas, quedan expuestos los italianos, pues el estado de los asuntos públicos es muy perjudicial para la religión. Se refiere la encíclica a la guerra a Jesucristo que presenta la masonería, que trata de borrar el carácter cristiano del pueblo italiano, una situación que sintetiza en las siguientes palabras.

Órdenes Religiosas suprimidas; propiedad de la iglesia confiscada; las uniones contraídas fuera del rito católico se consideran válidas como matrimonios; la autoridad eclesiástica está excluida de la enseñanza de la juventud: la guerra cruel y lúgubre librada contra la Sede Apostólica no tiene fin ni tregua.

León XIII ve una muestra de esa enemiga en el hecho de que ese mismo año la masonería prevé realizar un congreso en Roma, como un modo de desafiar al papado en su misma sede. Esta secta, al tiempo que se presenta como preocupada por la familia, en realidad quiere eliminar en ella todo rastro de cristianismo, cuando es precisamente ese carácter el que más beneficios produjo a la nación italiana. En la encíclica no se deja de dar respuesta a las acusaciones de que el romano pontífice es contrario a la felicidad y grandeza del nombre italiano, por ese recuerda cómo en los momentos de mayor peligro para Italia ha sido la Iglesia la que ha hecho frente a esas situaciones
Sin embargo, es el modo en que la masonería entiende la libertad, lo que traería la ruina sobre la nación

En el orden social, de esa libertad desmedida que predican y quieren, nace la licencia; a la licencia le sigue el desorden, que es el mayor y más mortífero enemigo del consorcio civil. Seguramente ninguna nación presentó un espectáculo más doloroso de sí misma o una condición más miserable que cuando tales doctrinas y tales hombres podían enseñorearse de ella, aunque fuera brevemente.

### Medios para contrarrestar sus objetivos
La segunda parte de la encíclica supone una exhortación al episcopado italiano para que ponga los medios para defender la fe cristiana, para esto deben alentar a todos los fieles para que cumplan con presteza y constancia los deberes propios de los cristianos. Detalla a continuación la encíclica los medios que han de ponerse para esto: 
Se han de mantener y cuidar las asociaciones de jóvenes y trabajadores, que han de procurar aliviar la miseria humana, velar por el cumplimiento de las fiestas religiosas, educar a los hijos. Además, han de tener en cuenta la necesidad de asegurar la libertad del ministerio del romano pontífice.
Es importante que se difunda la buena prensa, y ante los ataques a la fe que suponen tantos escritos, advertir a todos de la necesidad de discernir prudentemente las lecturas. Los que escriben han de exponer con claridad lo que puede ayudar al lector, deben ser serios y moderados al refutar errores y defectos, con una crítica que no sea agría y sí respetuosa con las personas.
El objetivo principal de los obispos debe ser la formación de sacerdotes idóneos, bien formados en la doctrina, también en la filosofía; y -especialmente importante antes la corrupción moral generalizada en la  sociedad- han de destacar por sus virtudes y constancia. El papa considera que las leyes promulgadas en Italia han causado la escasez del clero; esto exige que los llamados al sacerdocio, redoblen su trabajo, de modo que su abnegación compense el pequeño número.
A estos mismos objetivos ha de dirigirse el cuidado de los seminarios, al que los obispos han de dedicar su mayor atención. Recuerda el papa las orientaciones que para los estudios ha dado en su encíclica Aeternis Patris. 
Termina la encíclica señalando la necesidad de la ayuda divina para hacer frente a la situación que atraviesa la iglesia en Italia, acudiendo a la Virgen María, como promotora y auxiliadora del buen consejo, y con ella a su santísimo esposo San José.